# Świdnik (województwo dolnośląskie)
Świdnik – wieś w Polsce położona w województwie dolnośląskim, w powiecie kamiennogórskim, w gminie Marciszów, w Górach Kaczawskich w Sudetach Zachodnich.

## Podział administracyjny
W latach 1975–1998 miejscowość położona była w województwie jeleniogórskim.

## Zabytki
Do wojewódzkiego rejestru zabytków wpisane są obiekty:
- kościół pw. św. Mikołaja, średniowieczny z XV w., orientowany, jednonawowy przebudowywany w XVII i XVIII w. Obecnie pełni funkcję kaplicy pogrzebowej
- cmentarz przykościelny
- mur obronny z bramą
- dawny kościół ewangelicko-protestancki z XIX wieku. Obecnie rzymskokatolicki kościół filialny pw. Matki Boskiej Częstochowskiej,
- cmentarz przy kościele, obecnie katolicki, z początku XIX w.

## Galeria

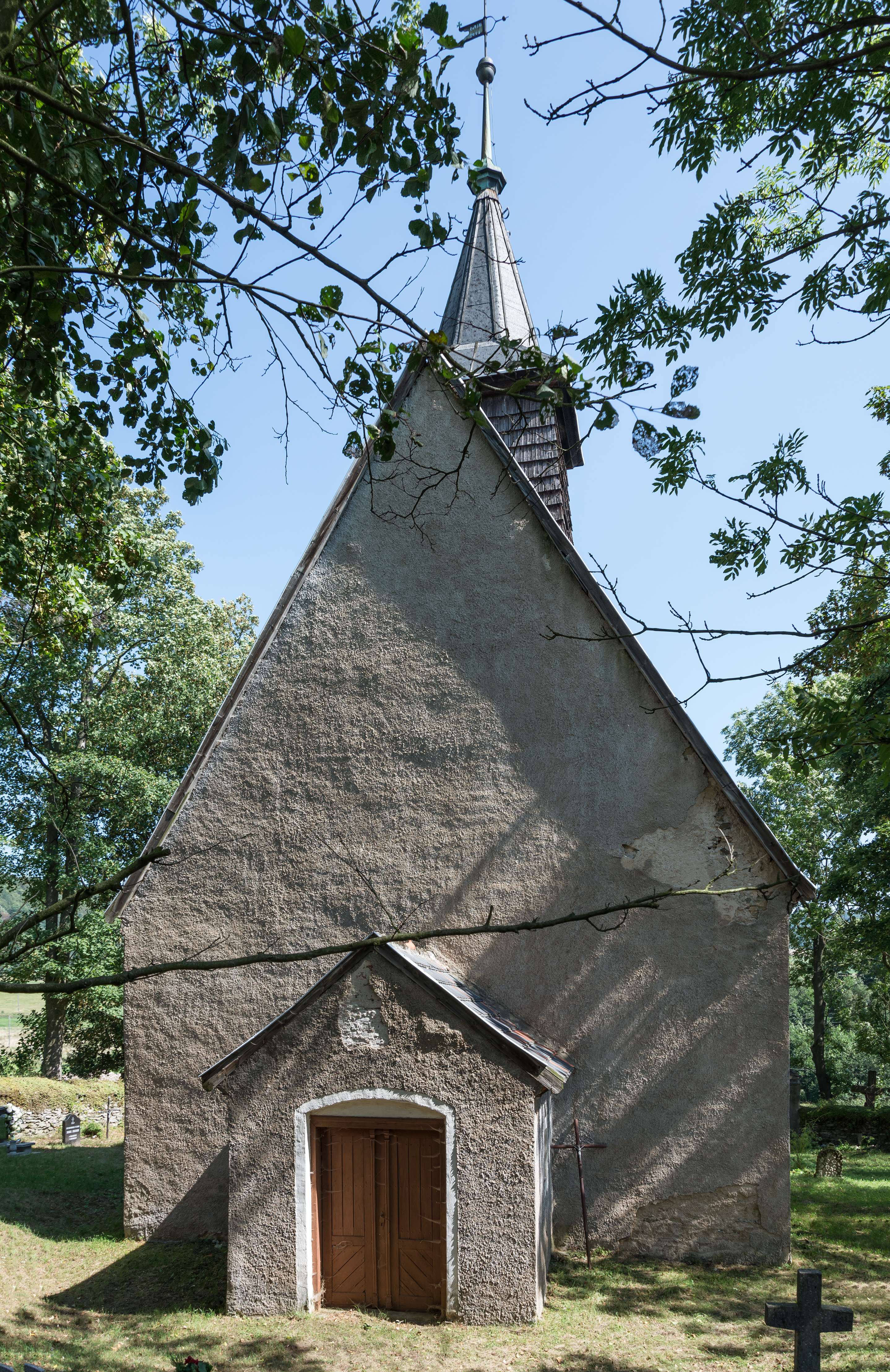
Kościół św. Mikołaja
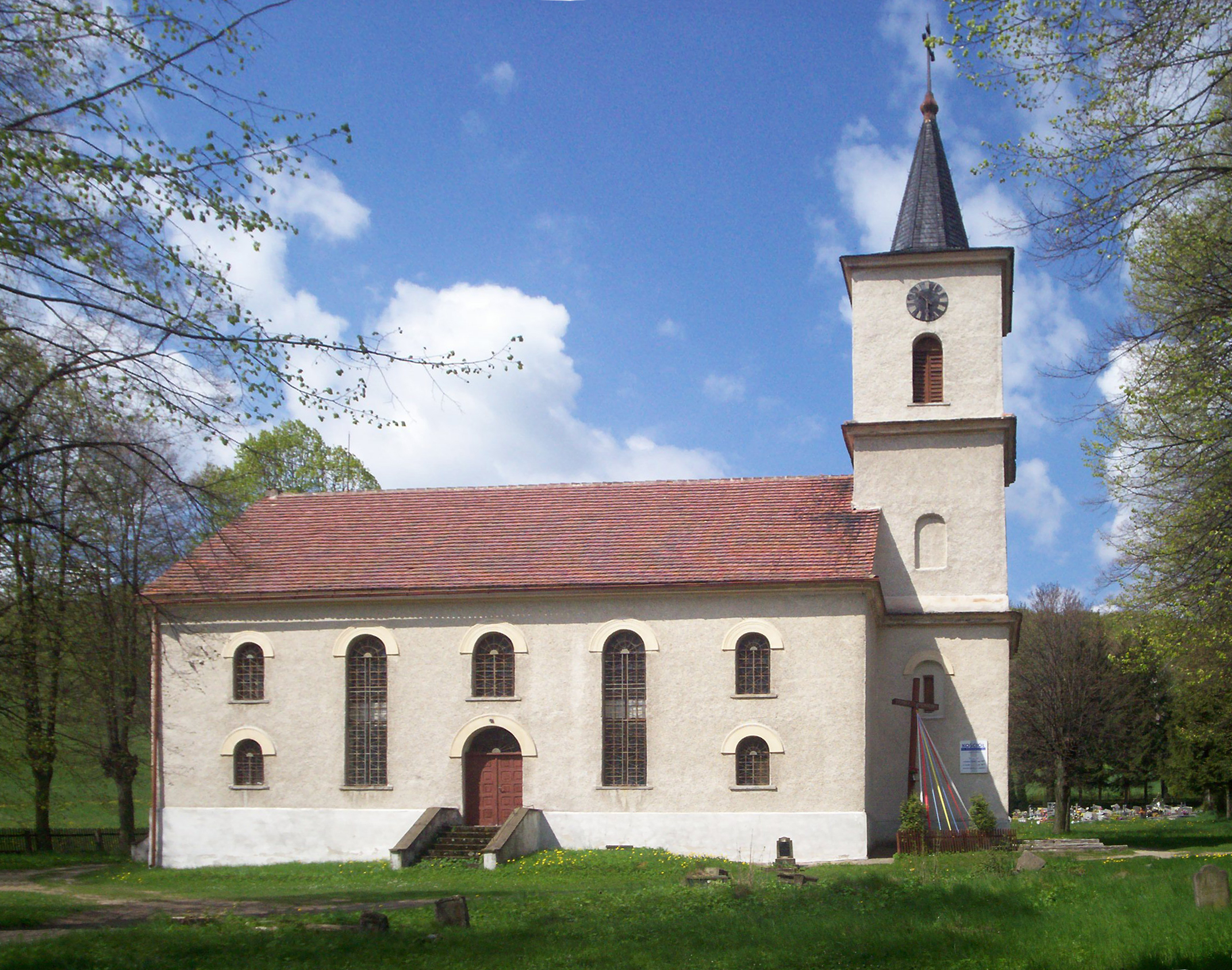
Kościół MB Częstochowskiej
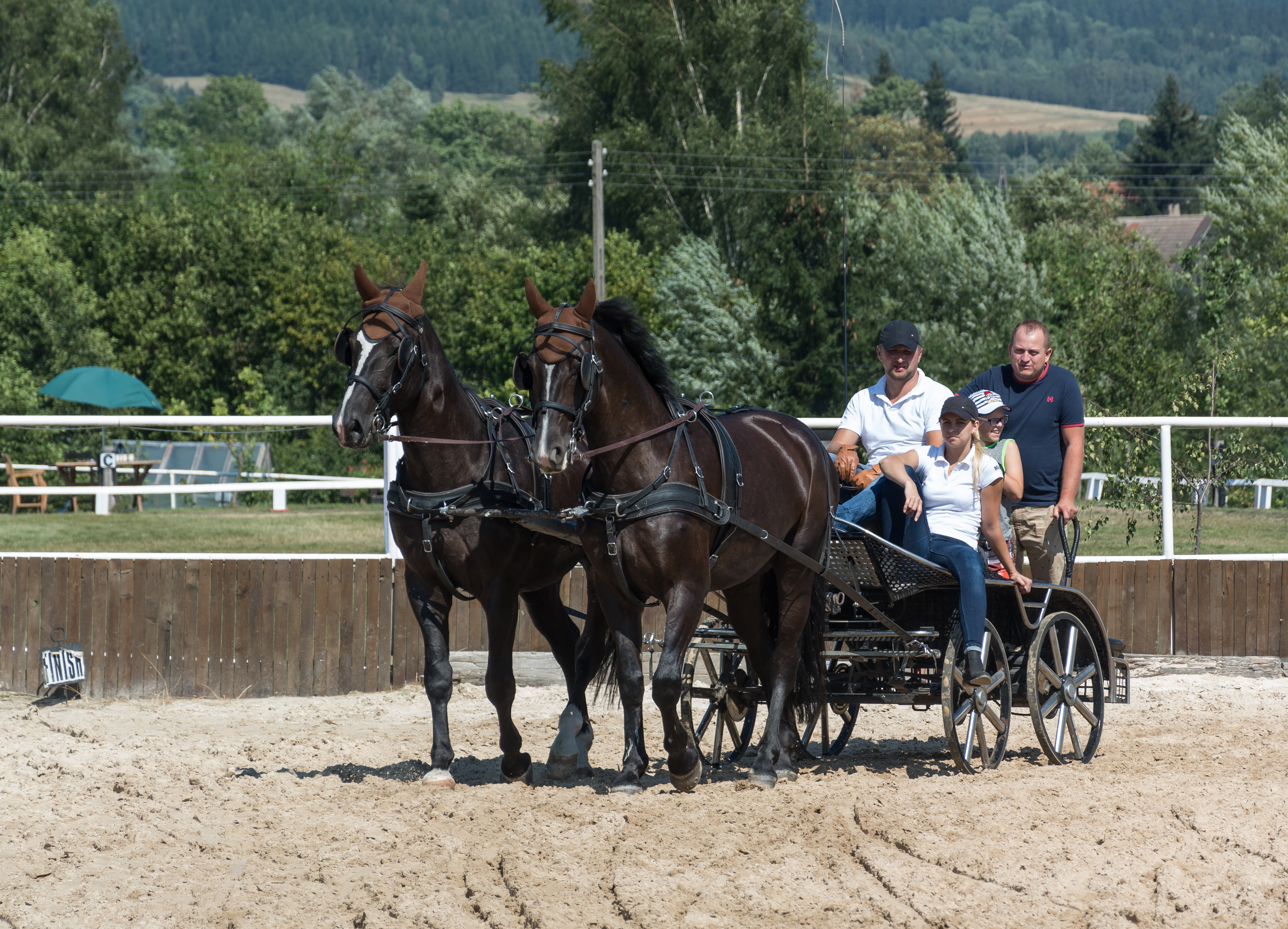
Zaprzęg w gospodarstwie agroturystycznym
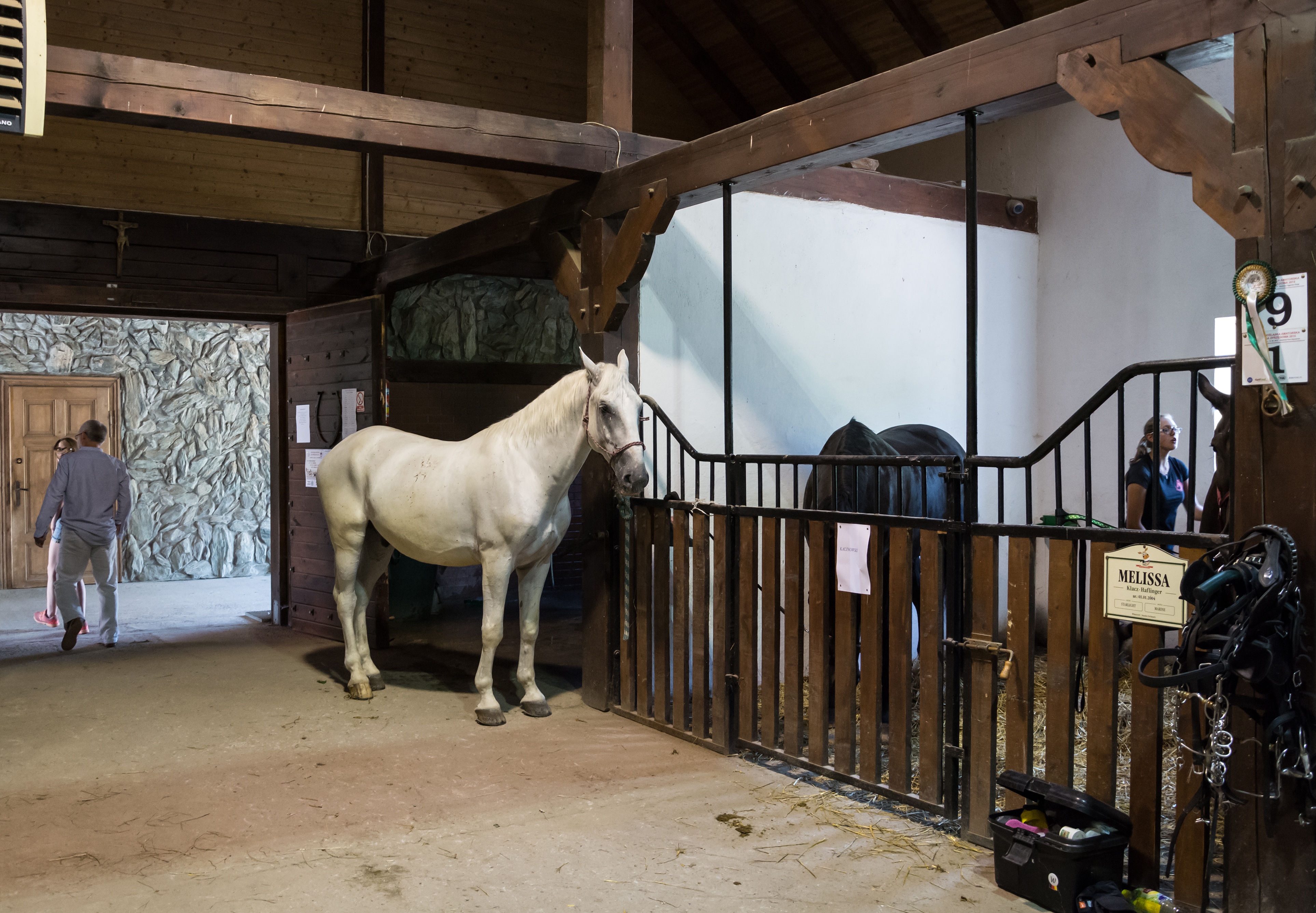
Stajnia w gospodarstwie agroturystycznym